# Eucosmophora dives
Eucosmophora dives là một loài bướm đêm thuộc họ Gracillariidae. Nó được tìm thấy ở Barbados,quần đảo Virgin thuộc Anh (Tortola), Cộng hòa Dominica, Grenada và Puerto Rico.
Chiều dài cánh trước là 3.3-3.7 mm đối với con đựcs và 3.5–4 mm đối với con cáis.
Ấu trùng ăn Inga fagifolia, Inga vera và Pithecollobium unguis-cati. Chúng ăn lá nơi chúng làm tổ.